# Artur Parera Ibáñez
Artur Parera Ibáñez (geboren am 28. August 2002 in Barcelona) ist ein spanischer Handballspieler, der auf der Spielposition Kreisläufer eingesetzt wird.

## Vereinskarriere
Artur Parera spielte beim FC Barcelona, mit dem er in der Saison 2020/2021 in der Liga Asobal debütierte. 2021, 2022 und 2023 wurde er mit „Barça“ spanischer Meister. Nach der Saison 2022/23 verließ er den Verein und schloss sich dem Aufsteiger in die Liga Asobal, Fertiberia Puerto Sagunto, an. Ab 2024 spielte er für Bada Huesca.
Mit dem Team aus Barcelona nahm er an europäischen Vereinswettbewerben teil; 2021 und 2022 gewann das Team die EHF Champions League. Parera stand auch beim IHF Super Globe 2021 auf dem Feld.

## Auswahlmannschaften
Sein erstes Spiel für Spanien absolvierte er am 15. Dezember 2017 mit der selección promesas gegen die Auswahl Rumäniens. Parera spielte mit der juvenil selección bei der U-19-Europameisterschaft in Kroatien (2021), bei der Spanien den dritten Platz belegte, sowie mit der junior selección bei der U-20-Europameisterschaft 2022, bei der er mit der Mannschaft Europameister wurde. In 57 Spielen bis Oktober 2022 in den Nachwuchsteams erzielte er 121 Tore.